# Балашинское муниципальное образование
Балашинское сельское поселение — муниципальное образование в составе Озинского района Саратовской области. Административный центр — село Балаши. На территории поселения находятся 3 населённых пункта — 1 село, 1 посёлок , 1 деревня.

## Население
| 2010 | 2011  | 2012 | 2013 | 2014 | 2015 | 2016 |
| ---- | ----- | ---- | ---- | ---- | ---- | ---- |
| 1014 | ↘1009 | ↘994 | ↘964 | ↗976 | ↘961 | ↗964 |
| 2017 | 2018  | 2019 | 2020 | 2021 |      |      |
| ↘924 | ↘890  | ↘869 | ↘824 | ↘734 |      |      |

## Состав сельского поселения
| № | Населённый пункт | Тип населённого пункта       | Население |
| - | ---------------- | ---------------------------- | --------- |
| 1 | Балаши           | село, административный центр | ↘778      |
| 2 | Камышлак         | деревня                      | ↘35       |
| 3 | Северный         | посёлок                      | ↘201      |